# Oros (település)
Oros egykori község, ma Nyíregyháza városrésze. Népessége a 2001. évi népszámlálás szerint 6538 fő volt.

## Fekvése
Nyíregyháza központjától mintegy 6 km-re található a 41-es főút mellett. A Nyíregyháza–Vásárosnamény-vasútvonalon megállóhellyel rendelkezik.

## Története
Oros ősi település, mely már a kő- és bronzkorban is lakott hely volt; erről a határában feltárt, e korokból származó leletek is vallanak.
Nevét 1325-ben említette először az Anjou-kori okmánytár oklevele Wrus in districtu Nyr formában.  Az 1332–1337. évi pápai tizedjegyzék is említette Vrs, Wrus neveken, tehát ekkor már egyházas hely is volt. Neve 1440-ben a Kállay család levéltárában is előfordult Orosváros, 1447-ben pedig ugyanitt már Orros néven.
A település birtokosai a legrégibb időktől a Kállayak voltak, de 1446-ban a Sztritteyek, 1452-ben az ónodi Czudarok és 1479-ben a Várdayak is birtokrészeket szereztek itt, majd a 19. század első felében az Elek és Mérey családok is birtokosai voltak.
A 20. század elején Szabolcs vármegye Nyírbogdányi járásához tartozott. 1910-ben 4755 lakosából 4600 magyar, 132 szlovák volt. Ebből 1610 római katolikus, 1602 görögkatolikus, 746 evangélikus volt.
Az 1900-as évek elejének adatai szerint ide tartoztak még Harangod és Nyírjes puszták is. 1954-ben Orostól Nyíregyházához csatolták Borbányát. Orost 1978. december 31-én csatolták Nyíregyházához. Népessége akkor már meghaladta az 5000 főt és nagyközségi rangja volt.
2008. április 27-én Oroson érvényes és eredményes helyi népszavazást tartottak az önálló községgé alakításról, melyen a résztvevők közel kétharmada arra szavazott, hogy a városrész maradjon Nyíregyháza része.

### Harangod
Harangod egy 1352. évi Anjou-kori oklevél szerint község volt. Az 1800-as évek közepe körüli években még templomának az alapfalai is megvoltak.  Később itt volt a régi időkben híres Harangod fürdő, mely még Kállay Ignác idejében is nagyban látogatott hely volt.

### Várhegy
A határban levő régi helynevek közül a Várhegy nevű domb alján a mocsárban egy sáncokkal körülvett földvár nyomai még a 20. század elején is láthatók voltak.

## Nevezetességei
- Római katolikus temploma – 1814-ben épült.
- Görögkatolikus temploma – 1835 körül épült
- Református templomát a 13. században építették – akkor még nyilván katolikus templomként

## Itt születtek
- Kállay Péter (Oros, 1764. február 23. – Pest, 1837. augusztus 2.) – földbirtokos, császári és királyi kamarás
- Stima Ilona (Oros, 1890. október 28. – Nyíregyháza, 1980. augusztus 12.) – író, költő

## Külső hivatkozások
- Orosért Közéleti Egyesület honlapja
- Szabolcs Online